# Mahlanya
Koordinaten: 26° 30′ S, 31° 17′ O
Mahlanya ist ein Ort in Eswatini und ein Vorort der Hauptstadt Manzini. Der Ort liegt etwa 615 Meter über dem Meeresspiegel am Umtilane River.

## Geographie
Mahlanya liegt südöstlich von Manzini, zusammen mit Matsapha und Luyengo an der Fernstraße MR18. Die MR3 und die MR27, sowie die Verbindungsstraße MR103 verlaufen ebenfalls durch das Gebiet.
Im Westen des Ortes schließt das Mlilwane Wildlife Sanctuary an.